# 송림초등학교 (경북)
송림초등학교는 대한민국 경상북도 포항시 남구에 있는 공립 초등학교이다.

## 학교 연혁
- 1979년 3월 1일 송림초등학교 설립 인가
- 1980년 3월 3일 27학급 인가
- 1980년 6월 23일 신축교사 준공, 개교
- 1985년 3월 1일 특수학급 2학급 인가
- 1991년 7월 18일 별관 신축 (교실 16실, 화장실 3개)
- 1998년 3월 31일 다목적 강당 신축
- 1999년 3월 1일 특수학급 1학급 감축
- 2003년 12월 3일 송림도서관 개관
- 2009년 2월 28일 영어전용교실, 보육교실 구축
- 2010년 3월 1일 제16대 한해종 교장 취임
- 2012년 2월 17일 제32회 졸업식(총 졸업생 수 10,187명)
- 2013년 2월 20일 제33회 졸업식(총 졸업생 수 10,290명)
- 2013년 3월 1일 제17대 이대식교장 취임
- 2014년 2월 18일 제34회 졸업식(총 졸업생 수 10,379명)
- 2015년 2월 17일 제35회 졸업식(총 졸업생 수 10,441명)
- 2015년 3월 1일 제18대 이학준 교장 취임

## 참고 자료
- 송림초등학교 - 한국교육학술정보원 학교알리미